# Giro d'Italia de 1935
Giro d'Italia de 1935 foi a vigésima terceira edição da prova ciclística Giro d'Italia (Corsa Rosa), realizada entre os dias 18 de maio e 6 de junho de 1935.
A competição foi realizada em 18 etapas com um total de 3.577 km.
O vencedor foi o ciclista Vasco Bergamaschi. Largaram 102 competidores cruzaram a linha de chegada 62 corredores.